# Myrtovka
Myrtovka (Myrrhinium) je rod rostlin z čeledi myrtovité, jehož jediným zástupcem je druh Myrrhinium atropurpureum. Je to keř až strom s tuhými listy a červenými květy s velmi dlouhými tyčinkami. Květy jsou opylovány plodožravými pěvci, kteří konzumují dužnaté korunní lístky. Druh se vyskytuje v Jižní Americe od Kolumbie po Uruguay. Plody a korunní plátky jsou jedlé.

## Popis
Myrtovka je keř nebo strom dorůstající výšky 3 až 8 metrů. Listy jsou jednoduché, kožovité, téměř přisedlé, 3 až 9 cm dlouhé a 1 až 2 cm široké. Čepel je eliptická až úzce eliptická, na okraji poněkud podvinutá, na vrcholu tupá nebo špičatá, na ploše žláznatě tečkovaná. Řapík je 1 až 2 mm dlouhý. Květy jsou čtyřčetné, uspořádané ve vrcholících vyrůstajících po několika ze starších větévek (kauliflorie). Češule je válcovitá až zvonkovitá. Kalich je složen ze 4 laloků 1 až 1,5 mm dlouhých a za plodu je vytrvalý. Koruna je červená, purpurově červená až červenohnědá, dužnatá. Korunní lístky jsou volné, obvejčité, na bázi široce nehetnaté, 3,5 až 5 mm dlouhé. Tyčinek je většinou 6 (4 až 8), mají červené, přímé, 12 až 18 mm dlouhé nitky a dlouze vyčnívají z květů. Čnělka je červená, nitkovitá, až 27 mm dlouhá, zakončená hlavatou, nezřetelně dvoulaločnou bliznou. Semeník je srostlý ze 2 plodolistů, se 2 komůrkami obsahujícími větší počet (5 až 14) vajíček. Plodem je bělavá, 5 až 6 mm dlouhá bobule obsahující několik semen Na vrcholu bobule je vytrvalý zbytek kalicha. Semena jsou asi 4 mm dlouhá, s tvrdým a lesklým osemením.

## Rozšíření
Myrtovka je rozšířena v Jižní Americe od Kolumbie a středního Ekvádoru po severní Argentinu, jižní Brazílii a Uruguay. Zplaněle roste i v některých jiných částech světa, např. v Kalifornii a Austrálii. V oblastech původního rozšíření se vyskytuje v tropických a subtropických lesích.

## Ekologické interakce
Červené květy myrtovky jsou nevonné a nevytvářejí žádný nektar. Opylují je plodožraví ptáci (převážně pěvci), kteří konzumují sladké, dužnaté korunní lístky. Podobný způsob opylování je znám i u rodu aka (Acca). Z pěvců květy navštěvují někteří tyranovití (např. tyran bentevi), drozdec bělobrvý, lesňáček oranžovoprsý, tangary, drozdi, strnadovití a vlhovcovití. Z hmyzu byla na květech pozorována včela medonosná a pestřenky.

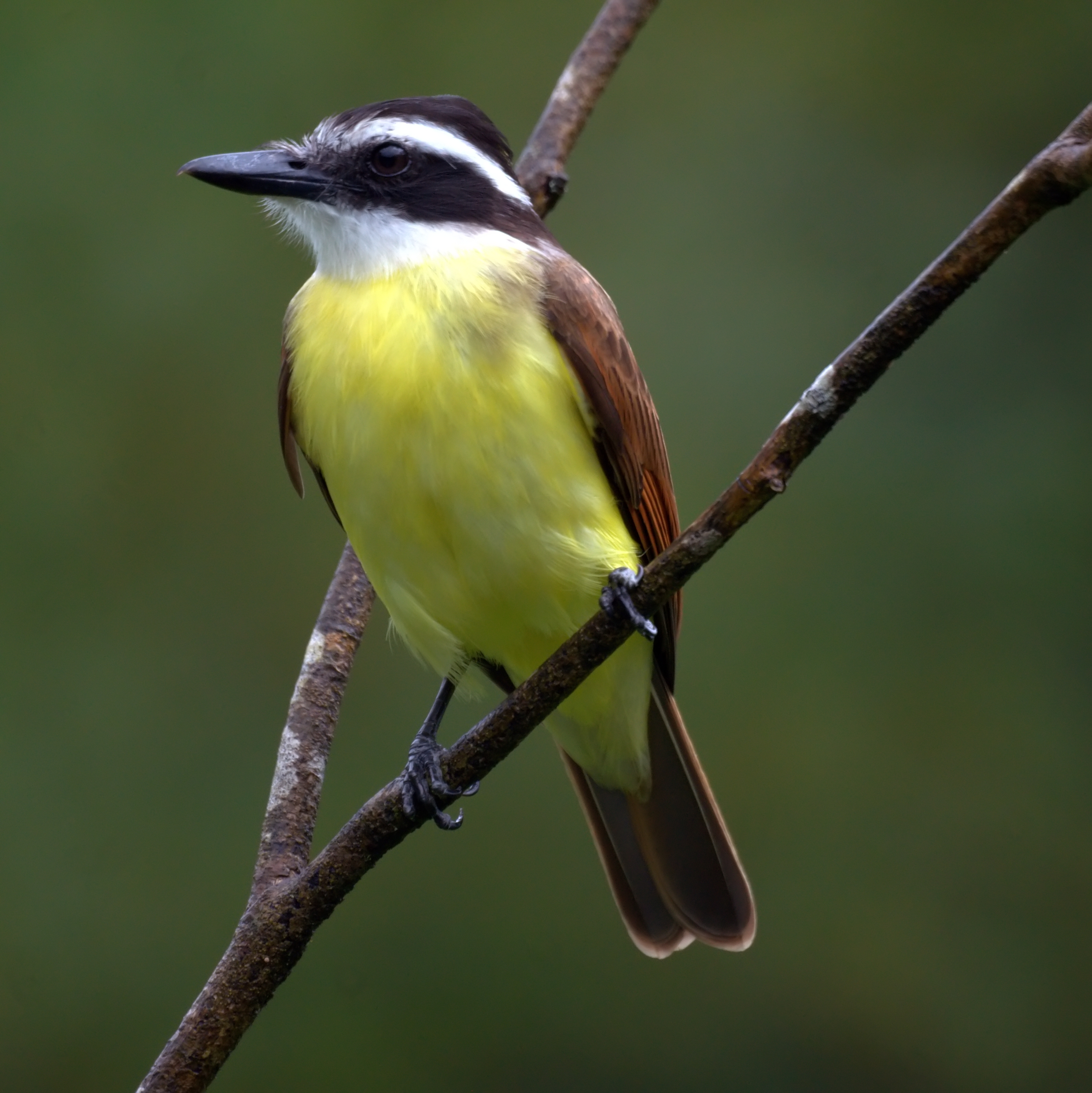
Tyran bentevi
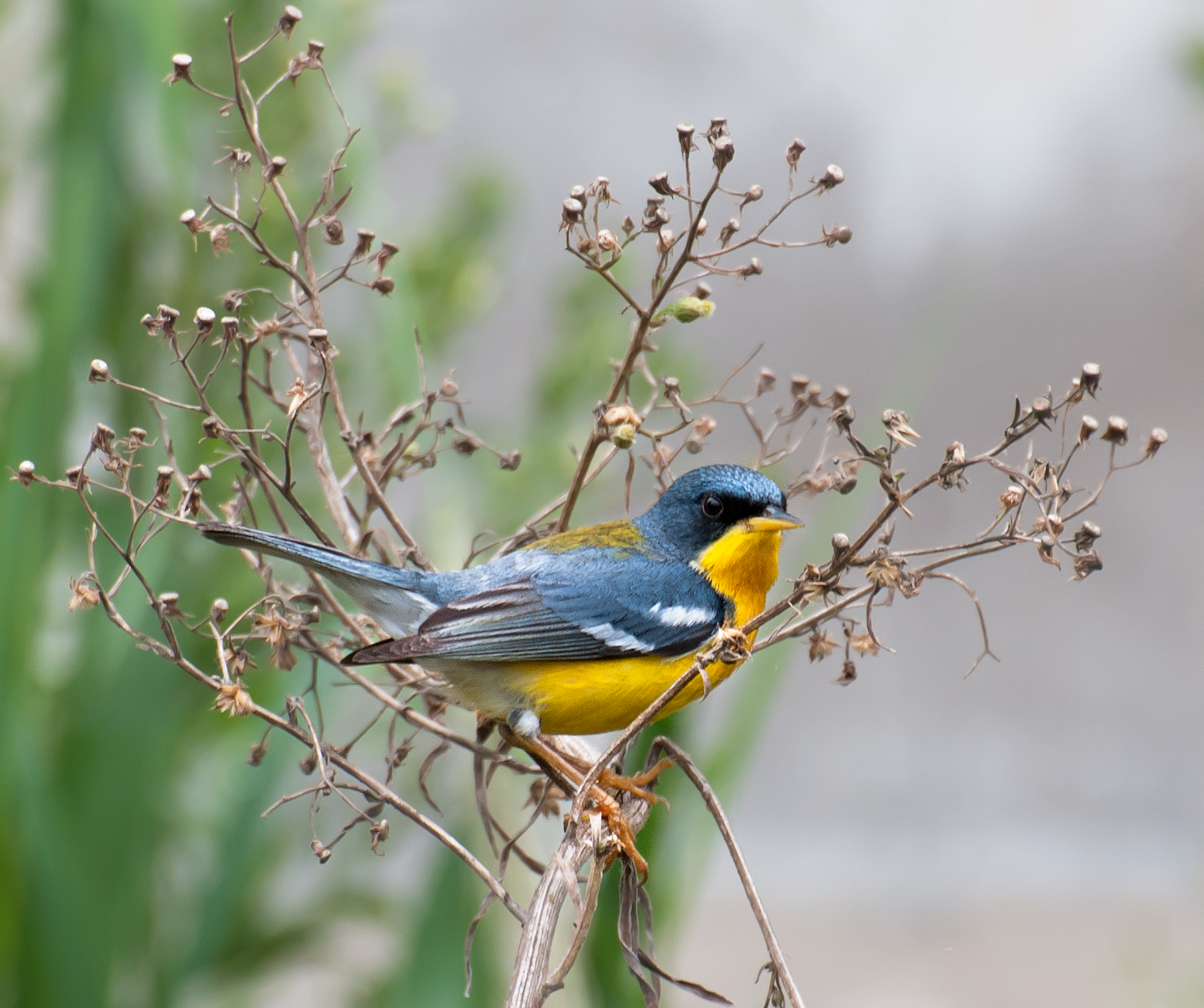
Lesňáček oranžovoprsý

## Taxonomie
Rod Myrrhinium je v rámci čeledi myrtovitých řazen do podčeledi Myrtoideae a tribu Myrteae. Z Jižní Ameriky bylo popsáno celkem 7 druhů tohoto rodu, jejich rozlišovací znaky jsou však obskurní a překrývají se. V současné taxonomii je uznáván pouze jeden druh.

## Význam
Plody a korunní plátky myrhovky jsou jedlé. Druh má potenciál jako tropická či subtropická okrasná dřevina. Listy se používají v tradiční medicíně při cukrovce a ke snížení cholesterolu. Rostlina není udávána ze žádné české botanické zahrady.